# 李冰

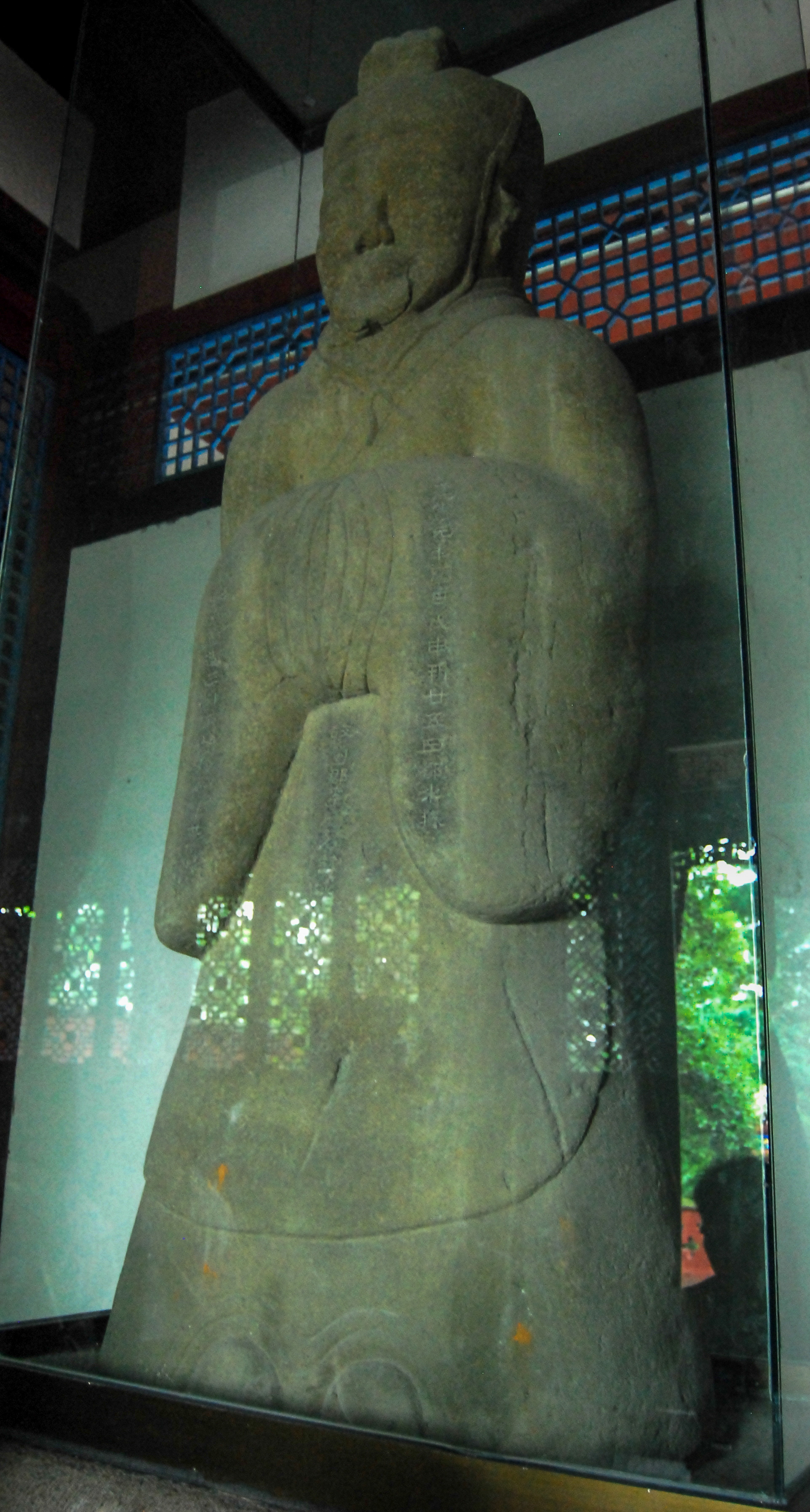
都江堰伏龙观内李冰石像

李冰（？—？），河东（今山西运城）人，战国时代秦国水利工程专家。相传他主建都江堰，从而被民间敬仰，逐步演变为川主崇拜。

## 生平
公元前256年—前251年被秦昭王任为蜀郡（今成都一带）郡守。任职時主持设计并建造了成都北部的都江堰（也有人认为都江堰并非始于李冰），泄岷江洪水且用之于灌溉，为成都平原成为天府之国奠定非常重要的基础。亦在蜀郡兴办其他水利工程、修筑桥梁、主持广都开凿盐井等，其於成都平原的开发、农业生产发展具有重大贡献。另外，李冰也修築了一條連接中原、四川與雲南的五尺道。

## 纪念
关于李冰治水的传说，东汉以后不断有所增附，唐代导江县（今都江堰市）已建李冰祠。北宋开始流传所谓李冰之子「李二郎」协助治水等神话。在民间传说中，神话人物二郎神的原型就是李冰之子，《太平廣記》有傳，范成大指称冰擒神锁镇于伏龙观，南宋朱熹《朱子语类》说：“梓潼与灌口二郎两个神，几乎割据了两川。”又说：“蜀中灌口二郎神，当时是李冰因开离堆有功立庙，今来现许多灵怪，乃是他第二儿子出来。”
1974年在都江堰市岷江（外江）发掘出一尊东汉建宁元年（168年）雕刻的李冰石像。
建在都江堰渠首的二王庙是老百姓对李冰父子治水伟业的纪念。其中的碑刻多是对灌区水利工程维护的技术要领。每年的清明时节，当地的居民都会在二王庙举行祭祀活动和开水（岁修完工后放水）典礼。李冰现代已成为都江堰灌区老百姓所崇拜的神灵，与水有关的宗教活动则加强了在灌区管理中政府与用水户之间的联系。
李冰及其治水事迹自东汉起便被神化，并逐步演变成为川主崇拜。川主是四川及重庆的乡神，是巴蜀地区（四川省及重庆市一带）以及其它巴蜀移民聚居地的重要民间信仰，是一种以巴蜀治水文化为核心内容的民间信仰。川主信仰的祭拜场所是川主庙（亦称为川主宫、川王宫、二郎庙、清源宫、万天宫、惠民宫等）。明清以来，川主成为了四川本土乡神，清朝川主庙遍布四川省（含今重庆市）内各州县，有方志记载的便超过500处。在川渝之外的川主庙则同时还兼有川人会馆的功能。
川主的祭祀活动分为官祭和民祭。都江堰每年举行的清明放水节继承了始于北宋的官祭传统，在砍杩槎放水入内江以供成都平原春灌的同时祭祀李冰父子。而民祭则主要是以庙会的形式。每年六月二十四李二郎生日及六月二十六日李冰生日，四川、重庆各地都会举行“川主会”以纪念李冰父子。